# Tanganjikasee-Sardine
Die Tanganjikasee-Sardine (Limnothrissa miodon) lebt endemisch im ostafrikanischen Tanganjikasee. Sie ist die einzige Art ihrer Gattung. Neben ihr gibt es noch einen zweiten endemischen Heringsartigen, Stolothrissa tanganicae im See. Außer diesen beiden Heringsartigen kommen dort nur noch vier weitere pelagisch, also im offenen Wasser lebende Fischarten vor.
Beide Arten bilden riesige Schwärme, die mehrere Kilometer lang sein können. Sie sind die zahlreichsten Fische des Tanganjikasee. 
Die Tanganjikasee-Sardine wird 17 Zentimeter lang. Sie ernährt sich von Zooplankton, wie Ruderfußkrebsen, kleinen Garnelen und den Jungfischen von Stolothrissa tanganicae. 
Sie laichen in der Nähe der Ufer von Dezember bis Januar und von Mai bis Juni. 
Beide Heringsartige des Sees werden von den endemischen Riesenbarschen Lates angustifrons, L. mariae, L. microlepis und L. stappersii gefressen. Da sich diese Raubfische hauptsächlich in Tiefen ab 100 Metern aufhalten, steigen die Heringe nachts an die Oberfläche. Auch der Mensch fängt beide Fischarten. Dazu werden an den Ufern Feuer angezündet, um die Fische anzulocken. Sie werden dann mit Netzen vom Ufer aus gefangen. Sambische Fischer setzen zum Fang auch Boote ein. Die Fische werden in der Sonne getrocknet und bis weit in das Landesinnere verkauft. Die Tanganjikasee-Sardine wurde vom Menschen in den Kiwusee und in die Stauseen Kariba und Cahora Bassa eingeführt. 